# Cratere Joule
Joule è un cratere lunare di 97,52 km situato nella parte nord-orientale della faccia nascosta della Luna, a nord-nordest della grande vallata del cratere Mach e a sudest del cratere Blazhko.
Joule si presenta consumato ed eroso. Vi sono un paio di crateri più piccoli lungo il margine nordorientale, e un altro cratere si intrude nel bordo a nordovest. Verso sud vi è una sporgenza esterna che ha l'apparenza di un cratere parzialmente ricoperto da Joule. Le restanti parti del bordo e delle pareti interne sono piuttosto irregolari. La superficie interna è più livellata del terreno attorno a Joule, ma è contrassegnata da alcuni piccoli crateri. Al centro del cratere è presente una formazione a picco.
'Joule T', situato a meno di un diametro di distanza ad ovest di Joule, si trova al centro di un sistema di raggi. Questi raggi si proiettano principalmente a sud del cratere, con il raggio principale che attraversa il cratere Harvey verso sud. Solo deboli tracce di questa raggiera attraversano effettivamente Joule, e sono generalmente limitate al bordo occidentale, i versanti interni e la superficie.
Il cratere è dedicato al fisico britannico James Prescott Joule.

## Crateri correlati
Alcuni crateri minori situati in prossimità di Joule sono convenzionalmente identificati, sulle mappe lunari, attraverso una lettera associata al nome.
| Joule | Coordinate             | Diametro (in km) |
| ----- | ---------------------- | ---------------- |
| K     | 25°39′N 141°51′W       | 15,9             |
| L     | 25°49′12″N 143°53′24″W | 67,82            |
| T     | 27°30′00″N 148°04′48″W | 38               |